# Frauenstein (Autriche)
Pour les articles homonymes, voir Frauenstein.
Frauenstein est une commune autrichienne du district de Sankt Veit an der Glan en Carinthie.

## Géographie
La municipalité est située juste au nord de la ville Sankt Veit an der Glan, au pied des Alpes de Gurktal.

## Histoire

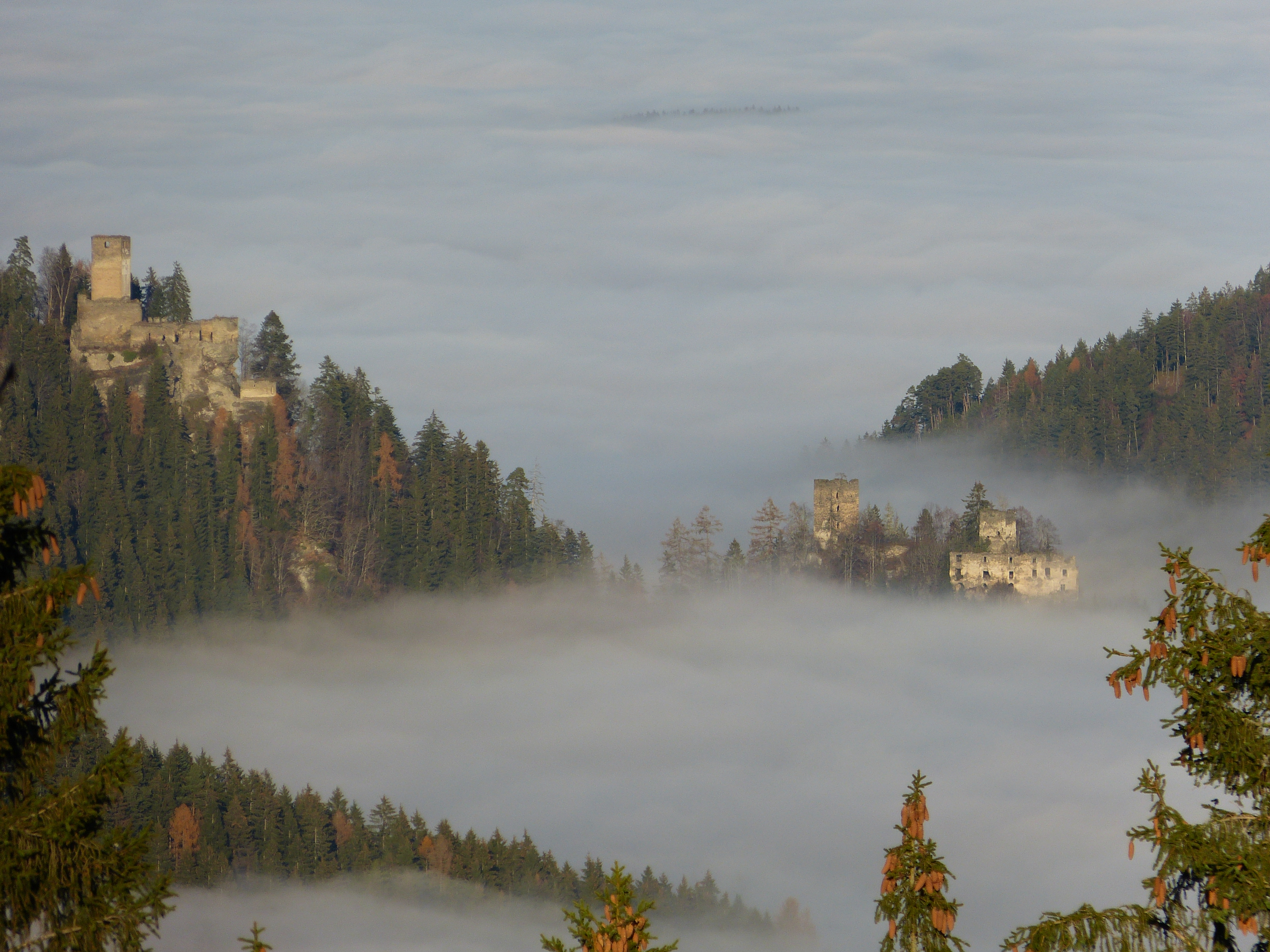
Les châteaux de Kraig.

Le village de Kraig, chef-lieu de la commune, est mentionné pour la première fois en 1091. Les seigneurs de Kraig furent ministériels des ducs de Carinthie, élevés au rang de barons (Freiherren) en 1466. Au XIVe siècle, le lieu a été le siège d'un chapitre des chanoines réguliers sous la direction d'un prévôt.
De nombreux châteaux dans la région témoignent de la position stratégique au nord de Sankt Veit, l'ancienne capitale médiévale du duché de Carinthie. Pas loin de là, le château de Freiberg, construit au XIIe siècle, fut temporairement la résidence du duc Bernard († 1256) et ses descendants de la maison de Sponheim. En 1307, le duc Othon III de Carinthie († 1310), issu de la maison de Goritz, vient s'y installer.
Le château de Frauenstein, l'une des forteresses de style gothique les mieux conservées, est évoqué pour la première fois le 15 juin 1195. Jusqu'en 1909, il était la possession de la famille d'Abensberg-Traun.

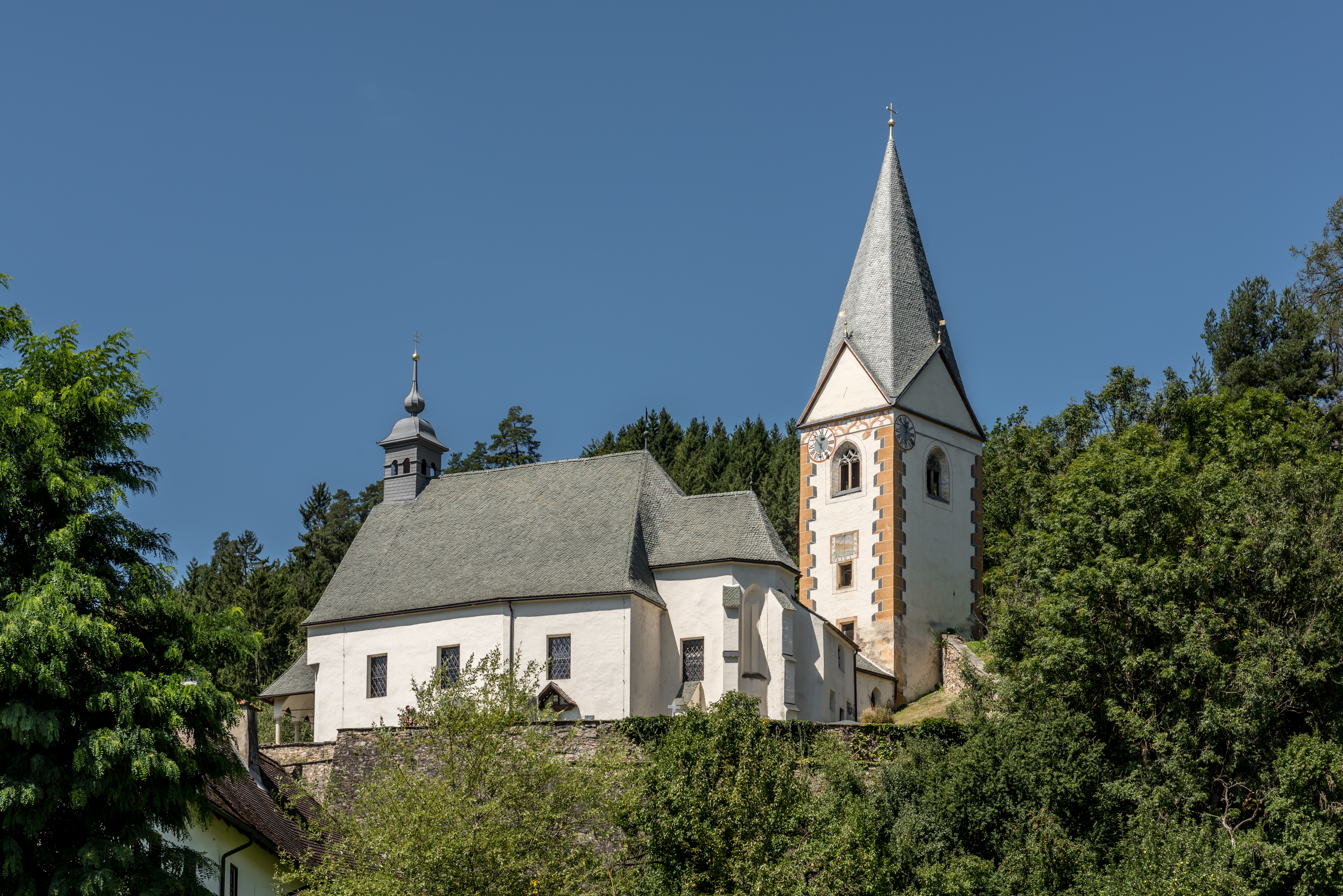
Église Saint Jean Baptiste à Frauenstein.
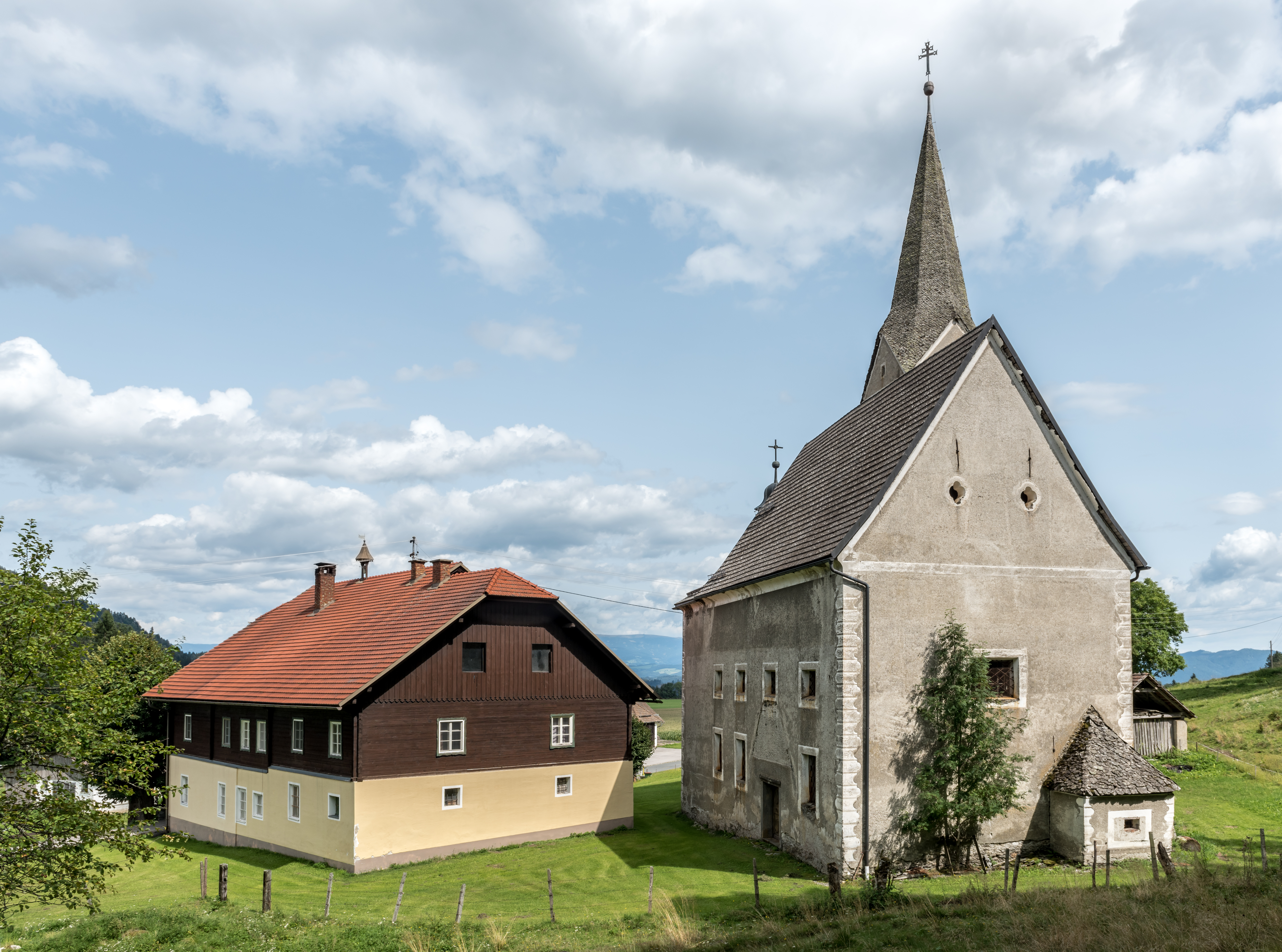
Maison de fermier et église Saint Oswald à Nussberg, municipalité Frauenstein.
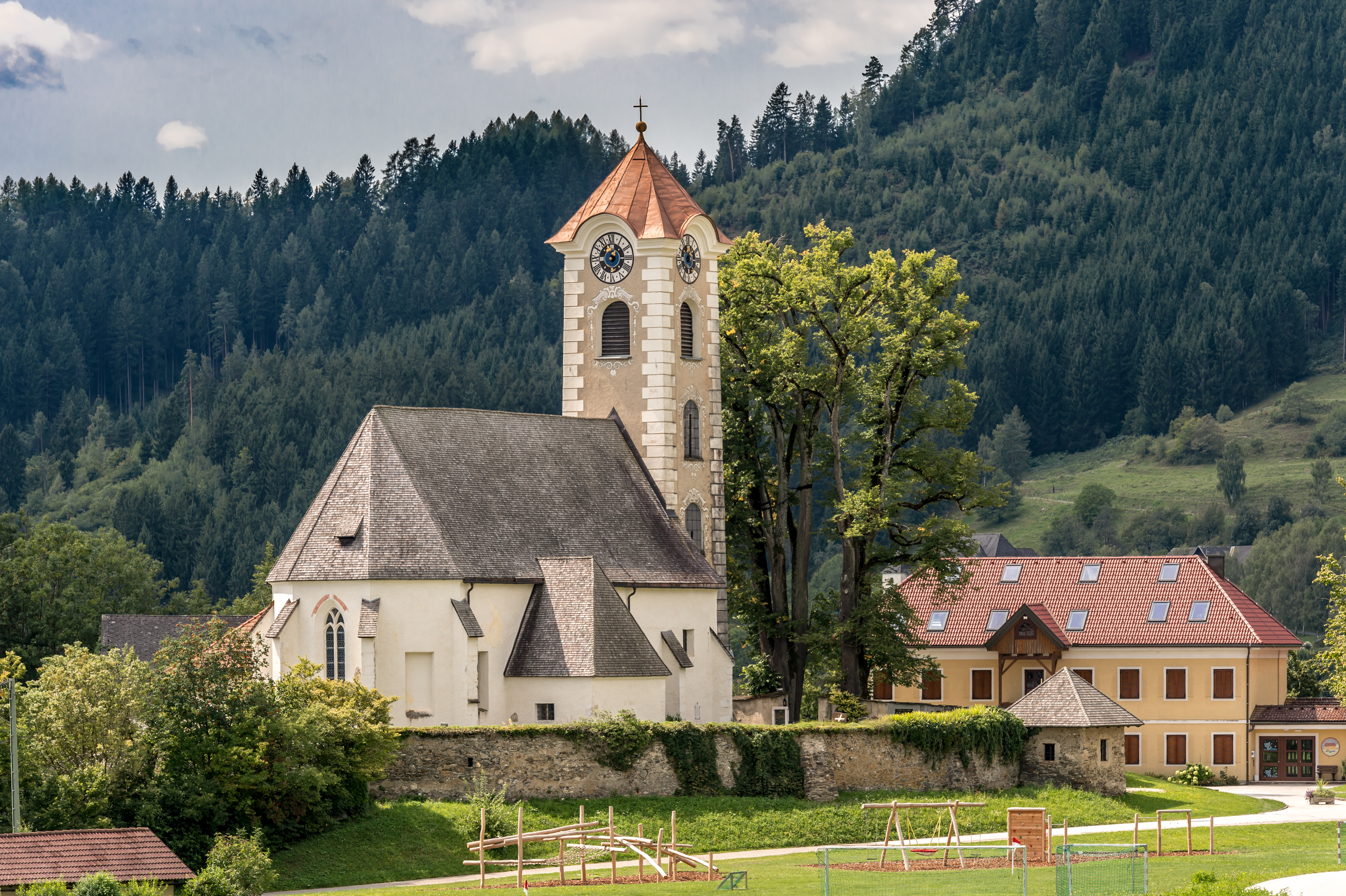
Église Saint George à Obermuehlbach, municipalité Frauenstein.